# Rakovica (Belgrad)
Rakovica (cyr. Раковица) – dzielnica Belgradu, stolicy Serbii. Administracyjnie należy do gminy miejskiej Rakovica. W 2011 roku liczyła 108 641 mieszkańców.